# 야나기 무네요시
야나기 무네요시(일본어: 柳宗悅, 1889년 3월 21일 ~ 1961년 5월 3일)는 일본에서 민예운동을 일으킨 사상가이자 미술평론가, 미술사학자이다.
학습원(學習院) 고등부에 재학할 때 문예지 《시라카바》(白樺)를 만들었다. 1913년 도쿄 제국 대학 철학과를 졸업하였다. 유럽 유학 후 귀국하여 1919년에서 1923년까지 도요 대학에서 종교학 교수로 있었다. '사라지는 한 조선 건축물에 대하여'를 1922년 《개조》(改造) 9월호에 발표하는 등의 논설 활동을 했고, 1924년 서울에 조선 민속 미술관을 세우고 이조 도자기 전람회를 개최했다. 한국의 전통 미술 및 공예품에 많은 관심을 기울여 이에 대한 평론 및 수집을 하였다. 한국의 미를 설명하면서 한국 민족의 특성을 심도있게 분석하였다. 민예학에 조예가 깊었는데 그 대표적인 성과가 1936년 도쿄도 메구로구에서의 민예관 설립이다. 일제 강점기 광화문 철거 당시 철거를 강력하게 반대하여 타국의 문화유산에 대한 가치와 존중을 표한 사람으로 평가받고 있다. 1984년 9월 대한민국 정부로부터 보관문화훈장을 받았다.

## 주요 저서
- 수공의 일본
- 나무아미타불
- 차(茶)와 미(美)
- 민예 40년
- 공예로의 길
- 미(美)의 법문
- 야나기 무네요시 다도논집
- 야나기 무네요시 묘호인논집
- 야나기 무네요시 수필집
- 공예문화
- 수집 이야기
- 조선을 생각한다
- 야나기 무네요시 선집 (전 10권)
- 신(神)에 대하여
- 조선과 그 예술
- 다도와 일본의 미